# Chlamydoconcha orcutti

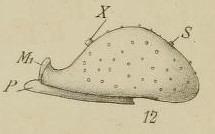
Chlamydoconcha orcutti, Rekonstruktion des kriechenden Tieres (aus Bernard, 1897, Taf. 2, Fig. 12, P=Fuß, M=Kapuze, X=vordere Einströmöffnung, S=hintere Ausströmöffnung)

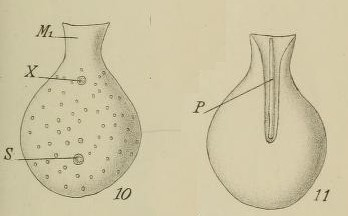
Das Tier von oben (10) und von unten (11) (aus Bernard, 1897, Taf. 2, Fig. 10, 11)

Chlamydoconcha orcutti ist eine marine Muschel-Art aus der Familie der Galeommatidae. Das Gehäuse ist völlig vom Mantel umschlossen und die Klappen sind stark reduziert (rudimentär). Das Tier ähnelt eher einer Nacktschnecke als einer Muschel.

## Merkmale
Die lebenden Tiere sind halbkugelig bis leicht länglich und werden bis etwa 25 mm lang, wenn gestreckt. Vorne ist der Mantel kapuzenförmig (oder kragenförmig) verlängert. Der vordere Teil des Fußes schaut noch unter dieser Kapuze (Kragen) hervor, wenn das Tier auf dem sehr beweglichen Fuß kriecht. Die beiden Klappen des ursprünglichen Gehäuses sind völlig im Mantel eingebettet und wesentlich kleiner als das Tier. Der Mantel kann sich nicht zurückziehen und die Klappen können nicht mehr geschlossen werden. Die funktionslosen Klappen können als Rudimente bezeichnet werden. Die Art ist somit zu einer Nacktmuschel geworden.
Der dicke und feste Mantel ist durchscheinend gallertartig und trägt kleine, runde, weißliche Papillen, die mehr oder weniger regelmäßig auf der Oberfläche verteilt sind. Sie können in kleine Gruben zurückgezogen werden. Es wird darüber spekuliert, dass die Papillen eine chemische Abwehrfunktion gegenüber Feinden haben könnten. Lediglich die Seiten sind fast frei von Papillen. Die obere mediane Linie (Verwachsungsnaht des Mantels) ist etwas eingesenkt. Der Mantel hat eine vordere Einströmöffnung, dahinter befinden sich die Kiemen und der Mund, der mit zwei Palpen besetzt ist. Die Ränder der Öffnung sind nach vorne gerichtet und dicht mit Papillen besetzt. Die hintere Ausströmöffnung hat keine vorstehenden Ränder und ist auch nicht mit Papillen besetzt.
Auf der Bauchseite ist der Mantel bis etwa in das hintere Drittel schlitzartig offen. Durch diese Öffnung kann der große, beilartige Fuß ausgestreckt werden. Am Fußende sitzt die markante Byssusdrüse, von der ein Bündel weißer Byssusfäden ausgeht, mit dem sich das Tier an den Festgrund anheften kann. Der Fuß ist sehr beweglich und das Tier kann darauf kriechen.

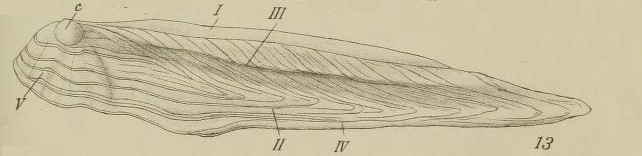
Klappenrudiment mit deutlich abgesetztem Protoconch (aus Bernard, 1897, Taf. 2, Fig. 13)

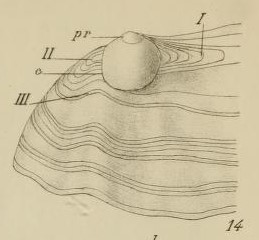
Detail des hinteren Teils einer Klappe (Rudiment) mit Protodissoconch I und Prodissoconch II. (aus Bernard, 1897, Taf. 2, Fig. 14)

Die beiden Klappen sind jeweils eingeschlossen in sackartige Gebilde im Mantel. Die beiden Klappen sind noch durch einen Knorpel im Bereich des Wirbels verbunden, der noch den Rest des Ligaments darstellt. Es ist kein Schloss und keine Zähne vorhanden. Die beiden Klappen sind fast frei beweglich gegeneinander. Die beiden Wirbel haben nur wenig Abstand zueinander. Sie stehen am Hinterende der Klappen. Deutlich ausgeprägt ist das Embryonalgehäuse, in dem ein Prodissoconch I (D-förmig) und Prodissoconch II unterschieden werden kann. Die Rudimente der weißlichen Klappen sind messerförmig, etwa 10 mm lang und 1 mm hoch, und fast plan. Die Ränder sind unregelmäßig, auch die Klappen sind etwas in sich gebogen. Sie wachsen fast ausschließlich nach vorne und enden vorne annähernd spitz. Es sind keine Muskeleindrücke erkennbar. Das Periostrakum steht besonders am Dorsalrand etwas über.

## Geographische Verbreitung, Lebensraum und Lebensweise
Chlamydoconcha orcutti ist entlang der Westküste von Nordamerika von Nordkalifornien (Sonoma County) (38.4°N) bis nach Punta San Pablo, Niederkalifornien (27.2°N) verbreitet.
Die Art kommt von der Niedrigwasserlinie bis in etwa 40 Meter Wassertiefe auf oder unter Steinen vor. Die Tiere kriechen meist umher, können sich aber auch temporär mit Byssusfäden am Untergrund, oder seltener auch an Kelp anheften. Die Tiere sind Suspensionsfiltrierer, die mit Hilfe der vergleichsweise großen Kiemen Nahrungspartikel aus dem Wasser filtrieren. Heraus gefilterte Nahrungspartikel werden mittels Zilien in speziellen Rinnen zum Mund befördert.

## Ähnliche Art
Chlamydoconcha orcutti Dall, 1884 unterscheidet sich von Chlamydoconcha avalvis vor der Küste Brasiliens durch die proportional größeren Klappen, die bei letzterer Art etwa 1/10 der Mantellänge einnehmen (1/6 bei C. orcutti). Die Klappen sind bei C. orcutti länger (im Verhältnis zur Höhe, etwa 10:1), vorne zugespitzt, bei C. avalvis abgestutzt. Der Mantel ist bei C. orcutti von Papillen besetzt, bei C. avalvis fehlen diese, bis auf eine Papille über der hinteren Ausströmöffnung. Hinzu kommen einige Unterschiede in der Weichteilorganisation.

## Reproduktion und Ontogenie
In Chlamydoconcha orcutti kommen zwei sehr verschiedene Adultstadien vor. Die großen Individuen, wie sie oben beschrieben sind, sind meist funktionale Zwitter. Sie besitzen männliche und weibliche Geschlechtsorgane, die zur selben Zeit Geschlechtsprodukte bilden. Gelegentlich ist das männliche oder das weibliche Geschlechtsorgan etwas stärker entwickelt. Daneben gibt es auch funktionale Zwergmännchen, die sich im Mantel der großen Exemplare mit Byassus festsetzen. Kiemen fehlen und der Verdauungstrakt ist rückgebildet; diese Exemplare leben also parasitisch von den größeren Exemplaren. Nach manchen Autoren soll sich ein Zwergmännchen unter bestimmten Umständen in ein größes, zwittriges Individuum weiterentwickeln können. Zwergmännchen oder große, zwittrige Exemplare entlassen die männlichen Geschlechtsprodukte ins freie Wasser, wo sie dann von einem anderen Partner aufgenommen werden können und die Eier befruchten können. Die Eier werden dann in einer Bruttasche im Mantel zurückgehalten werden und sich dort zu Veliger-Larven entwickeln, bevor sie ins freie Wasser entlassen werden. Sie verbleiben noch einige Zeit im Plankton, vergrößern das embryonale Gehäuse und gehen dann zum Bodenleben über.

## Taxonomie
Das Taxon wurde 1884 von William Healey Dall publiziert. Dall schlug in dieser Arbeit auch eine neue Familie Chlamydoconchae sowie eine neue Ordnung Amyaria vor. MolluscaBase stellt die Familie Chlamydoconchae in die Synonymie der Familie Galeommatidae Gray, 1840.